# Martin Steinert

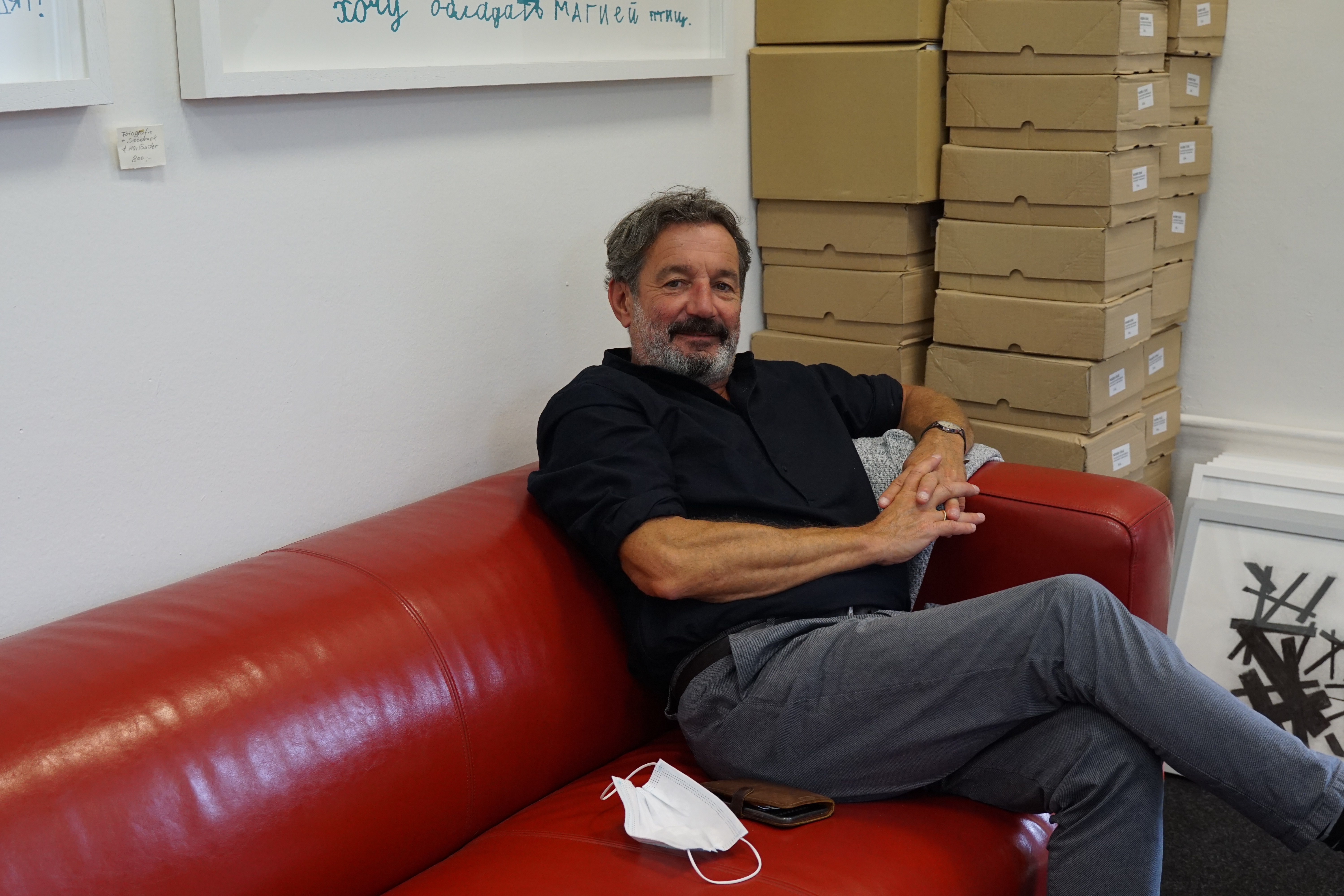
Martin Steinert

Martin Steinert (* 1959 in Saarbrücken) ist ein deutscher Bildhauer.

## Leben und Werk
Steinert erlernte von 1979 bis 1981 die Bildhauerei.  Anschließend folgte von 1981 bis 1985 ein Studium der Kunstgeschichte an der Universität des Saarlandes. Von 1984 bis 1987 führte Steinert eine Galerie für zeitgenössische Kunst in Saarbrücken. Seit 1988 ist er freischaffender Bildhauer. Er arbeitet vor allem mit Holz. Überregional bekannt wurde Steinert seit 2015 mit seinen Wooden-Cloud-Installationen in Saarbrücken, St. Petersburg, Berlin, Paris, Ramallah, Prag, Tirana, Dakar und Havanna. Sein Atelier befindet sich im Kulturzentrum am Eurobahnhof in Saarbrücken.
Martin Steinert lebt in Sulzbach.

## Werkverzeichnis

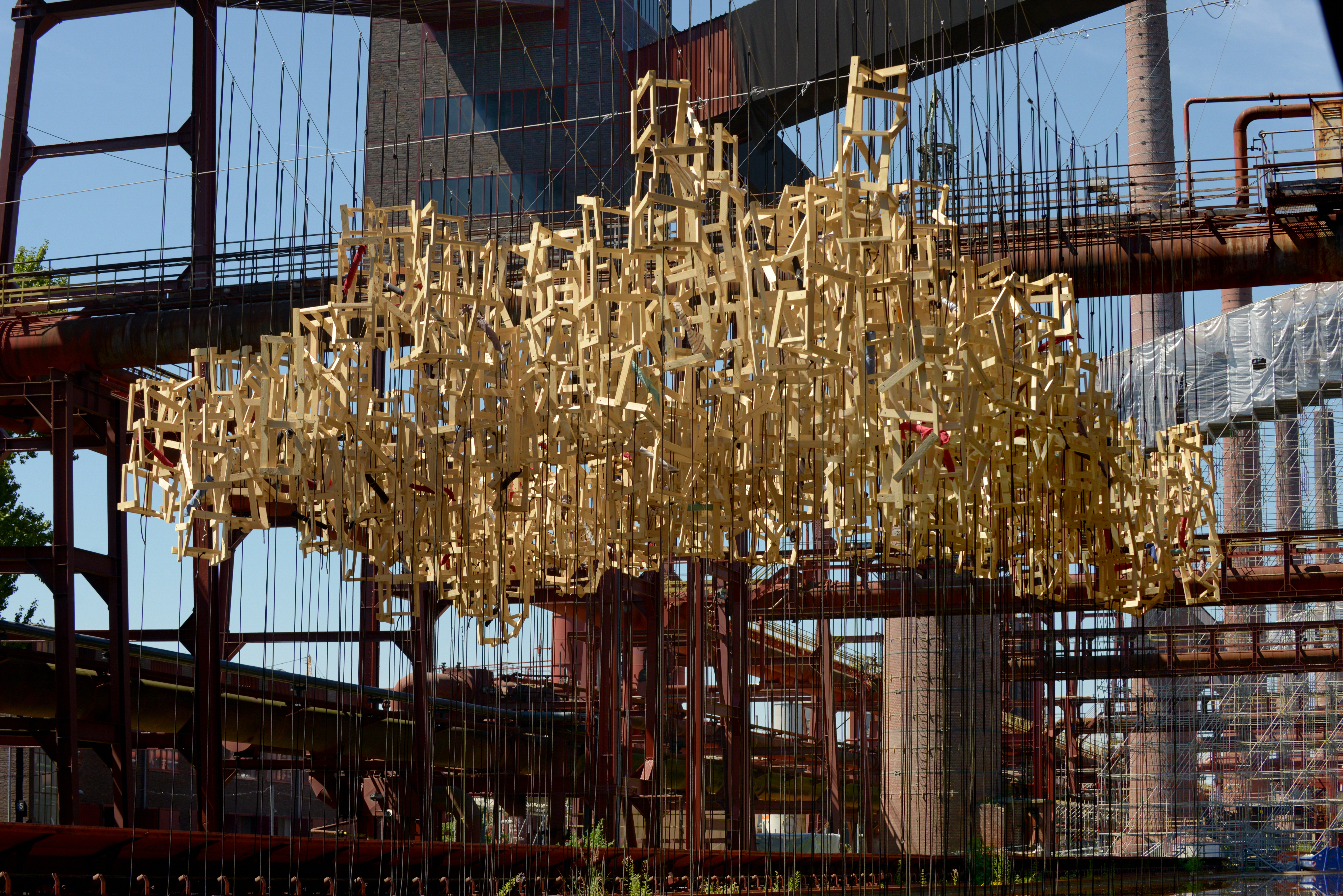
Kumpel-Projekt (Essen 2018)

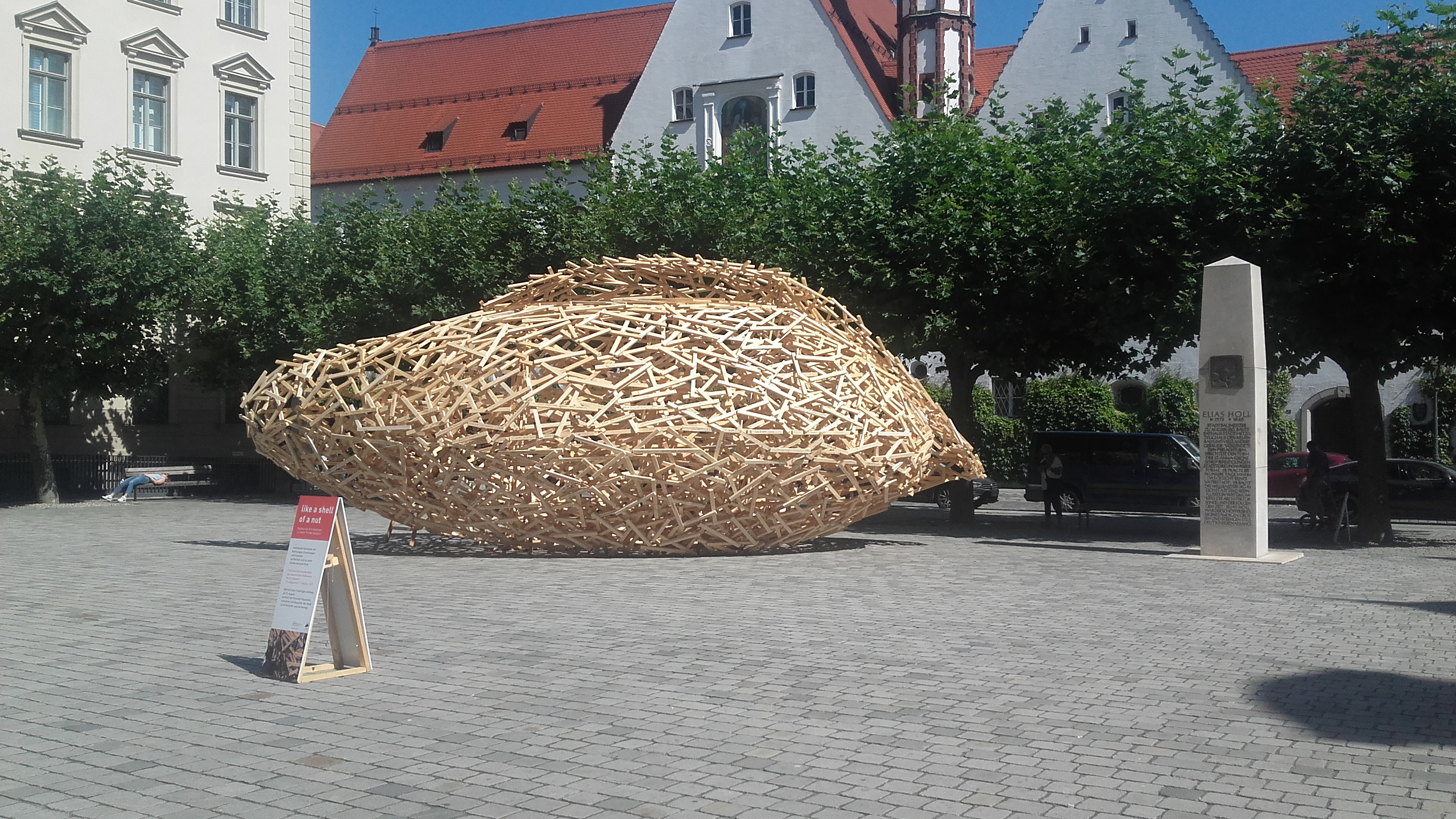
like a shell of a nut
(Augsburg 2021)

- 2012 Symposium Pino Bonnani, Perugia; Sgnnposiunı Gisors, Frankreich
- 2013 Übergänge – Tronsitions, Deutsch-Französischer Garten, Saarbrücken; Skulptur im öffentlichen Raum, am Kulturzentrum am Eurobahnhof, Saarbrücken
- 2014 Kunstprojekt Gegenort, Landsweiler-Reden; Installation in der Johanniterkirche, Feldkirch, Österreich; Skulptur im öffentlichen Raum, Union Stiftung, Saarbrücken; Ausstellung und Skulptur im öffentlichen Raum, Linz-Pregarten, Österreich
- 2015 Holzinstallation Wooden Cloud in der Johanneskirche, Saarbrücken; Holzinstallation Esquisse en bois sur fond noir im Grand-Curtius-Museums in Liege, Belgien
- 2016 Holzinstallation Wooden Cloud in St. Petersburg, Russland; Holzinstallation Die Kugel in der Christ-König-Kirche, Bochum
- 2017 Holzinstallation Wooden Cloud am Richardplatz, Berlin
- 2018 Die Mauer der abgehängten Körbe, Landsweiler-Reden; Holzinstallation Kumpel, Zeche Zollverein, Essen und Grube Reden, Landsweiler-Reden; Holzinstallation Wooden Cloud am Maison Heinrich Heine, Cité internationale universitaire de Paris; Das Boot, Bosener Mühle, St. Wendel
- 2019 Holzinstallation, St. Arnual; Holzinstallation Wooden cloud, Al Istiqlal Park in Ramallah[4]
- 2020 Holzinstallation, Mensch – Heil oder Dorn der Schöpfung Kirche Maria Heimsuchung, Auersmacher;  Das Boot, Wooden Cloud am Bubny Bahnhof in Prag; Wooden Cloud auf dem Skanderbeg-Platz  in Tirana[5]
- 2021 Holzinstallation Weltenkreis Erde an der Wintringer Kapelle in Kleinblittersdorf;[6] like a shell of a nut auf dem Elias-Holl-Platz in Augsburg[7] und Wooden Cloud in Dakar, Senegal.[8]
- 2022 Holzinstallation Lisière/Lichtung mit François Schwamborn im Garten des Pingusson-Gebäudes in Saarbrücken; Die Doppelwelle in Marktbreit; Mobile – in Bewegung in Landsweiler-Reden
- 2023 Holzinstallation Wolke in Völklingen;[9] The Spiral in Prag,[10] Das Band der Freundschaft in Sulzbach;[11]

Einzel- und Gruppenausstellungen in Saarbrücken, Neunkirchen, Saarlouis, Hornbach, Rhodt, Bad Kreuznach, Köln, Dortmund, Witten, Bad Aibling, Luxemburg, Brissago (Italien), Disentis (Schweiz).
Arbeiten im öffentlichen Raum in Illingen, Merchweiler, Riegelsberg, Marpingen, Sulzbach und Saarbrücken.

## Auszeichnungen
2018 erhielt Steinert den Kulturpreis für Kunst des Regionalverbandes Saarbrücken.

## Publikationen
- mit André Mailänder: Wooden Cloud – Die Architektur der Wünsche. Saarbrücken Taschenbuch, 2015, ISBN 978-3-95633-049-0.
- mit André Mailänder: Ich wünsche die Magie der Vögel zu beherrschen. Wooden Cloud, St. Petersburg 2016.
- mit André Mailänder: Ich wünsche: Mehr gesunden Menschenverstand. Wooden Cloud, Berlin 2017.
- Kumpel. Landsweiler/Essen 2018, ISBN 978-3-00-061191-9.
- mit André Mailänder, Mathilde Nodenot: Arc pour la Paix. Wooden Cloud, Paris 2018.
- mit André Mailänder, Mathilde Nodenot: Wooden Cloud. Ramallah 2020.
- mit André Mailänder: Wooden Cloud. Prag 2021, ISBN 978-3-00-068153-0.